# Императорская медико-хирургическая академия
Санкт-Петербу́ргская ме́дико-хирурги́ческая акаде́мия — высшее специальное учебное заведение Российской империи для подготовления врачей, преимущественно для военного и морского ведомств, соответствующие медицинским факультетам университетов.

## Наименование
- Санкт-Петербургское медико-хирургическое училище (с 1798 года)
- Медико-хирургическая академия (МХА) (с 1799 года)
- Императорская медико-хирургическая академия (ИМХА) (с 1808 года)
- Императорская военно-медицинская академия (с 1881 года)
- Военно-медицинская академия (с 1917 года)

## История
Официальной датой создания академии считается 18 (29) декабря 1798 года когда Павел I подписал указ о строительстве помещений для учебных аудиторий врачебного училища и для общежития его учеников. Дата подписания указа считается днём основания Медико-хирургической академии, но открытие её состоялось в 1800 году. Петербургская медико-хирургическая академия, в соответствии с проектом главного директора Медицинский коллегии сенатора А. В. Васильева, была создана путём преобразования (1799) из ранее существующего в Петербурге медико-хирургического училища.
Чтение лекций в академии началось в 1800 году. Академия была передана в ведение Медицинской коллегии и управлялась собранием профессоров, из которых старейший назначался председателем. Первым председателем академии стал Карл Рингебройг. Остальные профессора были русские воспитанники: Г. Ф. Соболевский, В. М. Севергин, И. Ф. Буш, П. А. Загорский, В. В. Петров и адъюнкты: И. А. Смеловский и Г. И. Сухарев.
Всего кафедр было семь: анатомии и физиологии, патологии и терапии, хирургии, материи медики (фармакологии), акушерства и судебной медицины, ботаники и химии, математики и физики. Курс учения продолжался 4 года (класса); воспитанники 1-го и 2-го класса назывались учениками, 3-го и 4-го — студентами. Главный контингент их присылался из семинарий, хотя допускались и желающие учиться добровольно. Для практических занятий были устроены кабинеты анатомические, физические и др. В 1802 году к академии был присоединён Медико-хирургический институт.
В 1803 году МХА, перейдя в ведение Министерства внутренних дел, получила более отчётливое административное устройство и была расширена за счёт закрытия Московской медико-хирургической академии, все воспитанники которой были переведены в Санкт-Петербург. Было увеличено до 160 человек число казённокоштных слушателей; кроме того, был открыт приём вольнослушателей. Требования к поступающим в отношении их общей подготовки были повышены, введены экзамены. Для окончивших академию было установлено звание кандидата хирургии, для получения звания лекаря требовался годовой стаж в военном госпитале.
Новая эра в жизни академии начинается в 1805 году, когда для реформы и управления ею был приглашен профессор И. П. Франк, который представил проект, по которому преподавание распределялось на 4 года, причём на первый год проходились: языки латинский, немецкий, арифметика, алгебра, геометрия, физика, естественная история, химия, анатомия и физиология; второй год — те же предметы с прибавлением общей патологии и гигиены и с практическими клиническими занятиями; третий год был посвящён общей терапии с «материя медика», хирургии, акушерству, патологии, терапии, клиникам и ветеринарии. В течение четвёртого года студенты проходили оперативную хирургию, практическое акушерство, частную терапию, клиники, ветеринарию, медицинскую полицию и судебную медицину. В 1806 году в академии были устроены клиники. Профессора и адъюнкты избирались по конкурсу в присутствии членов конференции и Медицинского совета. В 1808 при академии были открыты ветеринарное и фармацевтическое отделение.
В 1808 году императором Александром I академия была возведена в ранг «первых учебных заведений Империи»: она получила права Академии наук, ей разрешено избирать своих академиков, и она стала именоваться Императорской медико-хирургической академией, и вместе с тем было открыто её отделение в Москве. Президентом был назначен Я. В. Виллие. На торжестве открытия присутствовал император Александр I, выразивший желание быть первым почетным членом её. В 1810 гjle Академия перешла в ведение Министерства народного просвещения. В 1823 году она вновь переходит в ведение Министерства внутренних дел. К этому времени все профессора (за исключением И. Ф. Буша) были её выпускниками.
В период управления Я. В. Виллие (1808—1838) в академии были созданы первые в Российской империи кафедры и клиники гинекологии, психиатрии, офтальмологии, оперативной хирургии, педиатрии, отоларингологии и другие, создан «Врачебный институт», ставший прообразом адъюнктуры.
В 1835-м году был прибавлен 5-й год обучения. ИМХА переводится в ведение Военного министерства (1838), причём управление возложено на департамент военных поселений, начальником которого был граф П. А. Клейнмихель. В 1842 году академия перешла в ведение Военно-медицинского совета. В 1844 состоялось вторичное и последнее слияние её с московской академией.
Учебная база ИМХА продолжает непрерывно увеличиваться. В 1840 году к академии был присоединён 2-й военно-сухопутный госпиталь, благодаря чему для занятий студентов добавился весьма значительный контингент больных. В 1846 году открыт анатомический институт, который скоро перешёл в ведение известного анатома В. Л. Грубера.
Блестящий расцвет академии начинается с конца 1850-х годов, со времени президентства П. А. Дубовицкого. По его настоянию были посланы за границу много молодых людей для научного усовершенствования, которые, вернувшись к началу 1860-х годов и заняв профессуру, придали академии небывалый блеск и славу. В числе этих молодых людей были С. П. Боткин, И. М. Сеченов, Ф. В. Овсянников, Э. А. Юнге, П. Ю. Неммерт. Вместе с тем были созданы и получили средства для своего развития многочисленные вспомогательные институты академии, как, например, химический, которым заведовал знаменитый химик Н. Н. Зинин и др.
В 1872 году по инициативе профессоров академии Н. Ф. Здекауера и А. Я. Крассовского при ней были открыты первые в России женские медицинские курсы, проработавшие до 1887 года и подготовившие несколько сотен женщин-врачей.
В 1881 году МХА была преобразована в военно-медицинскую со специальной целью приготовления врачей для военного и морского ведомств. Первые 2 курса, в которых преподавались общие и естественные науки, были закрыты. 3-й, 4-й и 5-й были переименованы в младший, средний и старший курсы. В слушатели принимались только студенты медицинских факультетов, перешедшие на 3-й курс и окончившие естественно-исторический факультет. Число слушателей было ограничено 500, из них 362 стипендиата военного ведомства и 50 морского. Во время пребывания в академии студенты считались на действительной службе. С 1885 были вновь открыты первые два курса с приемом на первый лиц, имеющих аттестат зрелости. Для усовершенствования в науках разрешалось оставлять ежегодно при академии на 3 года до 8 человек из лучших окончивших курс, с тем, чтобы число их не превышало 21 чел. (так называемые институтские врачи). Из числа этих институтских врачей, пробывших при академии 3 года, разрешалось отправлять до 6 человек на 2 года за границу. Этот институт сослужил громадную службу делу медицинского образования, так как из него вышло много блестящих профессоров не только медицинской академии, но и почти всех медицинских факультетов в России.
В 1917 году Императорская военно-медицинская академия была преобразована в Военно-медицинскую академию, в настоящее время Военно-медицинская академия имени С. М. Кирова.

## Слушатели

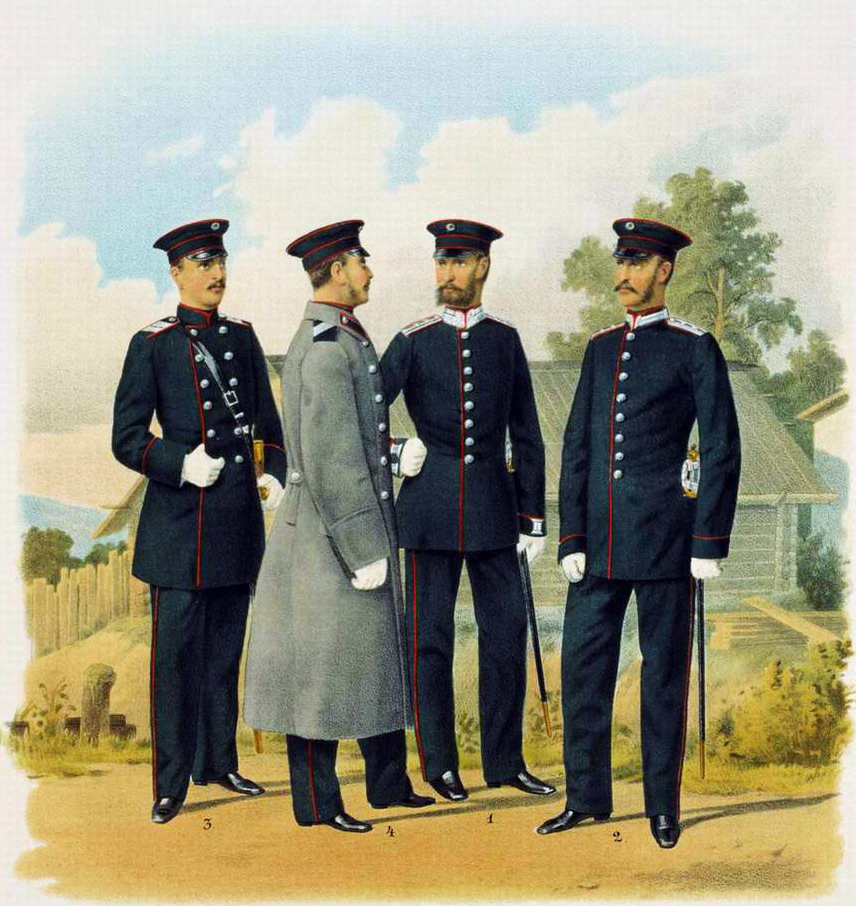
Военно-медицинские чиновники и воспитанники ИМХА
(1885):
1. Фармацевт.
2. Классный фельдшер.
3. Студент
4. Слушатель подготовительного курса.

На начальном этапе работы число учащихся в академии колебалось от 280 до 300 человек, ежегодный выпуск классных чинов военного ведомства составлял около 60—70 человек (но не все они шли работать в вооружённые силы). За период с 1825 по 1838 год в армию и на флот поступило работать из выпускников Императорской медико-хирургической академии 636 врачей, 183 ветеринара и 34 фармацевта. К 1850 году штат академии, по переменному составу, был доведён до 600 слушателей (на 1 января 1852 года из 664 слушателей было 274 стипендиата, 38 казённокоштных и 332 своекоштных.
- В период с 1858 по 1861 год Императорская медико-хирургическая академия произвела выпуск 554 врачей, 50 ветеринаров и 55 провизоров.

В 1860-х годах на 1-й курс Императорской медико-хирургической академии принималось по 300 человек. Основную часть этого контингента составляли выпускники духовных и учительских семинарий. С 1869 года приём в академию стал неограниченным в количественном отношении, и число слушателей резко возросло. В 1881 году срок обучения сокращён с пяти до трёх лет, и подготовка получила более практический уклон, но в 1890 году восстановлено прежнее положение по пятилетнему обучению. С 1882 года приём снова ограничен и общий штат слушателей в академии определён в 750 человек.

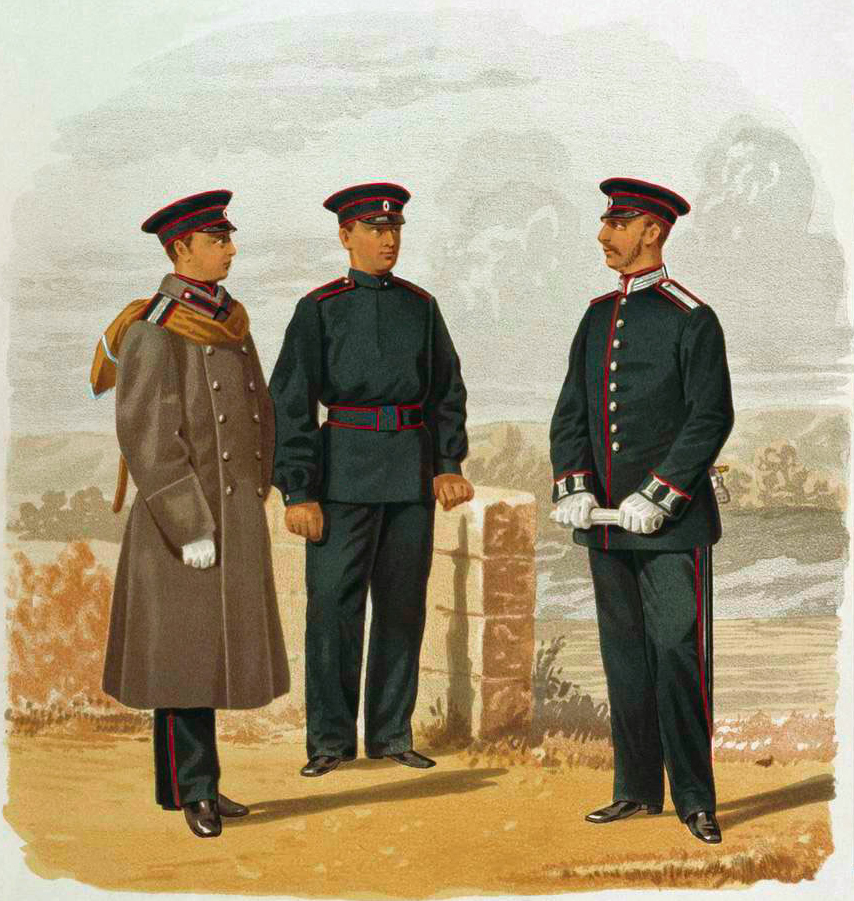
Студенты Императорской военно-медицинской академии (1881).

- В 1862—1870 годах академия выпустила лекарями 892 человека, провизорами — 179, ветеринарными врачами — 50, ветеринарными помощниками — 39.
- За период 1871—1875 годов выпуск всех специалистов медицинского профиля того времени составил 697 человек.
- В 1876—1878 годах подготовлено 502 врача и 102 ветеринара.
- В 1879 году — 188 врачей, 44 ветеринара и один фармацевт.
- За период 1881—1894 годов академия подготовила (считая и выдержавших при ней экзамен) 2792 врача и 71 ветеринара, из которых в военное и морское ведомства направлено 1630 человек.

Всего с 1862 по 1900 год Императорская медико-хирургическая академия дала армии и флоту 8090 врачей.
В начале XX века ежегодное число слушателей академии составляло около 1000, а выпускала она от 127 до 240 человек в год. Всего за период с 1900 по 1914 год выпущено 2130 человек, а в 1915 году досрочно отправлены в войска все 970 слушателей со всех курсов.

## Руководители
- (1800—1802) Карл Иоганн-Христиан (Иоанн Христофор) Рингебройг — председатель конференции профессоров[5]
- (1802—1803) Иоганн-Петр Фридрих (Иван Фёдорович) Буш — председатель конференции профессоров
- (1804—1805) Пётр Андреевич Загорский — председатель конференции профессоров
- (1805—1808) Иоганн Петр (Иван Петрович) Франк — ректор
- (1808—1838) Джеймс Вайли (Уайли) (Виллие Яков Васильевич) — президент
- (1838—1851) Иоганн (Иван Богданович) Шлегель — президент
- (1851—1856) Вацлав (Венцеслав Венцеславович) Пеликан — президент
- (1857—1867) Пётр Александрович Дубовицкий — президент
- (1867—1869) Павел Андреевич Наранович — начальник
- (1869—1871) Николай Илларионович Козлов — начальник
- (1871—1875) Яков Алексеевич Чистович — начальник
- (1875—1890) Александр Михайлович Быков — начальник
- (1890—1901) Виктор Васильевич Пашутин — начальник
- (1901—1905) Александр Иванович Таренецкий — начальник
- (1905—1906) Владимир Михайлович Бехтерев — «исправляющий» обязанности начальника
- (1906—1910) Александр Яковлевич Данилевский — начальник
- (1910—1912) Николай Александрович Вельяминов — начальник
- (1913—1917) Иван Иванович Маковеев (Макавеев) — начальник.

## Известные выпускники
- Бородин, Александр Порфирьевич — композитор, химик-органик, профессор (1864) и зав. кафедрой химии ИМХА.
- Гауровиц, Иван Самойлович — лейб-хирург, действительный тайный советник.
- Коровин, Иван Павлович (1843—1908) — доктор медицины (1874), первый почетный лейб-педиатр Двора ЕИВ, действительный статский советник, тайный советник.
- Лукьянов, Сергей Михайлович (1855—1935) — русский учёный-эпидемиолог, писатель, член Государственного совета, сенатор, обер-прокурора Святейшего синода.
- Шор, Георгий Владимирович — советский патологоанатом, заслуженный деятель науки РСФСР.
- Яворский, Фёдор Михайлович (1780—1828) — русский врач-хирург, изобретатель, доктор медицины; статский советник.
- Якубовский, Егор Осипович (1820 — не ранее 1853) — российский врач, автор ряда трудов по медицине; статский советник.
- Шихсаидов, Рза Саидович (1891—1930) — доктор медицинских наук, первый Народный комиссар здравоохранения ДАССР (1921—1922). Первый в Дагестане профессиональный врач. Окончил Императорскую медико-хирургическую академию (ИМХА) в г. Петроград (ныне Военно-медицинская академия имени С. М. Кирова) в 1916 году, изобрёл лекарство против малярии. Руководил больницей, отделом здравоохранения в г. Дербент[12].